# Steve Watson (Autor)
Steve „S.J.“ Watson (* 1971 in Stourbridge, Großbritannien) ist ein britischer Autor. Sein erster Roman Ich. darf. nicht. schlafen. erschien 2011.

## Leben und Werk
Watson studierte Physik an der University of Birmingham. Er lebt in London. Er arbeitete dort einige Jahre für den staatlichen britischen Gesundheitsdienst  (NHS) in verschiedenen Krankenhäusern und spezialisierte sich auf Diagnose und Behandlung hörgeschädigter Kinder. 2008 wurde er in das Studienprogramm Kreatives Schreiben der Faber Academy aufgenommen, reduzierte seine Arbeitszeit und begann, an seinem ersten Roman zu schreiben. Before I Go To Sleep wurde ein Verkaufserfolg in Großbritannien; die Rechte wurden in 37 weitere Länder verkauft. Die Filmrechte wurden in Hollywood an Ridley Scott verkauft; die Verfilmung erfolgte 2014 durch Regisseur Rowan Joffé mit Nicole Kidman und Colin Firth unter dem Titel Ich. Darf. Nicht. Schlafen..

## Ausgaben
- Ich. darf. nicht. schlafen. Übers. von Ulrike Wasel und Klaus Timmermann. Scherz, Frankfurt am Main 2011, ISBN 978-3-651-00008-7.

Originaltitel: Before I Go To Sleep. Doubleday, London 2011.
- Tu es. Tu es nicht. Übers. von Ulrike Wasel und Klaus Timmermann. Scherz, Frankfurt am Main 2015, ISBN 978-3-651-00009-4.

Originaltitel: Second Life. Doubleday, London 2015, ISBN 978-0-85752-020-3.

## Hörbücher
- Ich. darf. nicht. schlafen. Argon Verlag, Berlin 2011 (Neuausgabe 2014), ISBN 978-3-8398-9231-2. (6 CDs gelesen von Andrea Sawatzki 469 Min.)
- Tu es. Tu es nicht. Argon Verlag, Berlin 2015, ISBN 978-3-8398-1410-9. (6 CDs gelesen von Andrea Sawatzki 493 Min.)

## Auszeichnung
- 2011: Dagger Award – Bester Erstlingsroman: Before I Go To Sleep. (dt. Ich. darf. nicht. schlafen.)[2]